# Phrygionis decorata
Phrygionis decorata är en fjärilsart som beskrevs av Fabricius 1781. Phrygionis decorata ingår i släktet Phrygionis och familjen mätare. Inga underarter finns listade i Catalogue of Life.